# Tiểu Giáp
Tiểu Giáp (chữ Hán: 小甲, trị vì: 1666 TCN-1650 TCN), tên thật Tử Cao (子高), là vua thứ bảy nhà Thương trong lịch sử Trung Quốc.

## Thân thế
Tiểu Giáp là em của Thái Canh (太庚) – vua thứ sáu nhà Thương. Khoảng năm 1667 TCN, Thái Canh qua đời, Tiểu Giáp lên nối ngôi.

## Trị vì
Sử sách không chép rõ về hành trạng của Tiểu Giáp trong thời gian làm vua. Khoảng năm 1650 TCN, Tiểu Giáp qua đời. Ông ở ngôi tất cả 17 năm. Em ông là Ung Kỷ (雍己) lên nối ngôi .
Giáp cốt văn khai quật tại Ân Khư ghi ông là vua thứ sáu của nhà Thương, kế nghiệp anh là Thái Canh và được nối ngôi bởi cháu là Đại Mậu (大戊) .